# Leonor Noyola Cervantes
María Leonor Noyola Cervantes (San Luis Potosí, San Luis Potosí; 25 de abril de 1962) es una política mexicana afiliada al Partido Verde Ecologista de México. Desde el 1 de septiembre de 2018 es senadora de la república en la LXIV Legislatura del Congreso de la Unión en representación del estado de San Luis Potosí.

## Primeros años
María Leonor Noyola Cervantes nació el 25 de abril de 1962 en el estado de San Luis Potosí, México. Estudió la licenciatura en contaduría pública. De 2012 a 2015 fue regidora del municipio de Soledad de Graciano Sánchez por el Partido de la Revolución Democrática (PRD). En 2014 fue nombrada delegada estatal del PRD en San Luis Potosí.

## Senadora de la República
En las elecciones federales de 2018 fue postulada por el Partido de la Revolución Democrática como senadora de la república por el estado de San Luis Potosí. Tras los comicios obtuvo el escaño de primera fórmula a partir del 1 de septiembre de 2018 en la LXIV Legislatura del Congreso de la Unión. Dentro del congreso es presidente de la comisión de asuntos indígenas. El 28 de mayo de 2019 abandonó la bancada del PRD para incorporarse al Partido Verde Ecologista de México (PVEM).
El 4 de marzo de 2021 pidió licencia del cargo para postularse como presidente municipal de Soledad de Graciano Sánchez por la coalición «Juntos Hacemos Historia», conformada por el Partido Verde Ecologista de México y el Partido del Trabajo. Asumió el cargo de presidente municipal de Soledad de Graciano Sánchez el 1 de octubre de 2021. El 3 de marzo de 2024 pidió licencia del cargo.